# Linhomoeidae
Linhomoeidae é uma família de nematóides pertencentes à ordem Monhysterida.

## Géneros
Géneros:
- Allgenia
- Anticyathus Cobb, 1920
- Anticyclus Cobb, 1920